# Jakub Jugas
Jakub Jugas (Zlín, 1992. május 5. –) cseh válogatott labdarúgó, a lengyel Cracovia hátvédje.

## Pályafutása

### Klubcsapatokban
Jugas a csehországi Zlín városában született. Az ifjúsági pályafutását a Baťov 1930 csapatában kezdte, majd a Zlín akadémiájánál folytatta.
2010-ben mutatkozott be a Zlín felnőtt keretében. A 2012–13-as és a 2013–14-es szezonban a Příbramnál, míg a 2014–15-ös szezonban a Brnonál szerepelt kölcsönben. 2017-ben a Slavia Prahához igazolt. 2019 és 2021 között a Mladá Boleslav, a Jablonec és a Slovan Liberec csapatát erősítette szintén kölcsönben. 2021. július 1-jén hároméves szerződést kötött a lengyel első osztályban érdekelt Cracovia együttesével. Először a 2021. július 24-ei, Górnik Łęczna ellen 1–1-es döntetlennel zárult mérkőzésen lépett pályára. Első gólját 2022. február 12-én, a Legia Warszawa ellen idegenben 2–2-es döntetlennel végződő találkozón szerezte meg.

### A válogatottban
Jugas az U16-ostól az U21-esig szinte minden korosztályos válogatottban képviselte Csehországot.
2018-ban debütált a felnőtt válogatottban. Először a 2018. június 1-jei, Ausztrália ellen 4–0-ra elvesztett barátságos mérkőzésen lépett pályára.

## Statisztikák
2023. július 22. szerint
| Klub     | Szezon   | Osztály     | Bajnokság | Bajnokság | Kupa és Ligakupa | Kupa és Ligakupa | Nemzetközi | Nemzetközi | Összesen | Összesen |
| Klub     | Szezon   | Osztály     | Meccs     | Gól       | Meccs            | Gól              | Meccs      | Gól        | Meccs    | Gól      |
| -------- | -------- | ----------- | --------- | --------- | ---------------- | ---------------- | ---------- | ---------- | -------- | -------- |
| Cracovia | 2021–22  | Ekstraklasa | 19        | 0         | 1                | 0                | —          | —          | 20       | 0        |
| Cracovia | 2022–23  | Ekstraklasa | 26        | 1         | 1                | 0                | —          | —          | 27       | 1        |
| Cracovia | 2023–24  | Ekstraklasa | 1         | 0         | 0                | 0                | —          | —          | 1        | 0        |
| Összesen | Összesen | Összesen    | 46        | 1         | 2                | 0                | 0          | 0          | 48       | 1        |

### A válogatottban
| Válogatott | Év       | Pályára lépés | Gól |
| ---------- | -------- | ------------- | --- |
| Csehország | 2018     | 2             | 0   |
| Összesen   | Összesen | 2             | 0   |